# علي بن سعود آل ثاني
علي بن سعود آل ثاني (1932 - 1999) شاعر قطري. ولد في قرية أم صلال محمد قرب الدوحة. درس على والده وآخرين، ثم تردّد على بعض المدارس، وتابع تثقيف نفسه بنفسه. عمل بشكل حر، وتفرّغ للشعر. صدر له في حياته خمسة دواوين حتي عام 1994 أشهرها ديوان في غدير الذكريات.

## سيرته
ولد علي بن سعود آل ثاني عام 1932 م / 1351 هـ في قرية أم صلال محمد تقع قرب الدوحة. تلقى تعليمه على يد والدته ثم تنقل بين عدة معلمين منهم حسن المطوع وحفظ القرآن وهو في الثانية عشرة من عمره. عندما بدأت المدارس في قطر في سنة 1950 أخذ يتردد عليها لسنوات قليلة .كان رجل أعمال ومتفرغ للشعر. قرأ أمهات الكتب العربية ودواوين شعراء من العصر الجاهلي وبعده وتأثر بالمشاهير.
توفي سنة 1999 م / 1420 هـ في سوريا، ودفن في الدوحة.

## مؤلفاته
من دواوينه الشعرية:
- في غدير الذكريات، 1986
- حمامة ورقاء، 1994
- سراب الحالمات، 1994
- فلسطين المجاهدة، 1994
- مسرح الأوهام، 1994
- المختارات الشعرية